# Ragdoll (kattras)
Ragdoll är en kattras med ursprung från USA. Kattrasen godkändes 1990 som ras i FIFe, och 1992 registrerades den första ragdollen inom SVERAK. 
Ragdoll är en väldigt lugn och sällskaplig katt, som även är väldigt "pratig". Den är känd för att den blir nästan som en trasdocka när man lyfter den, därav namnet som betyder just trasdocka. Kattrasen utvecklas långsamt och det kan ta upp till flera år innan den nått full fysik. 

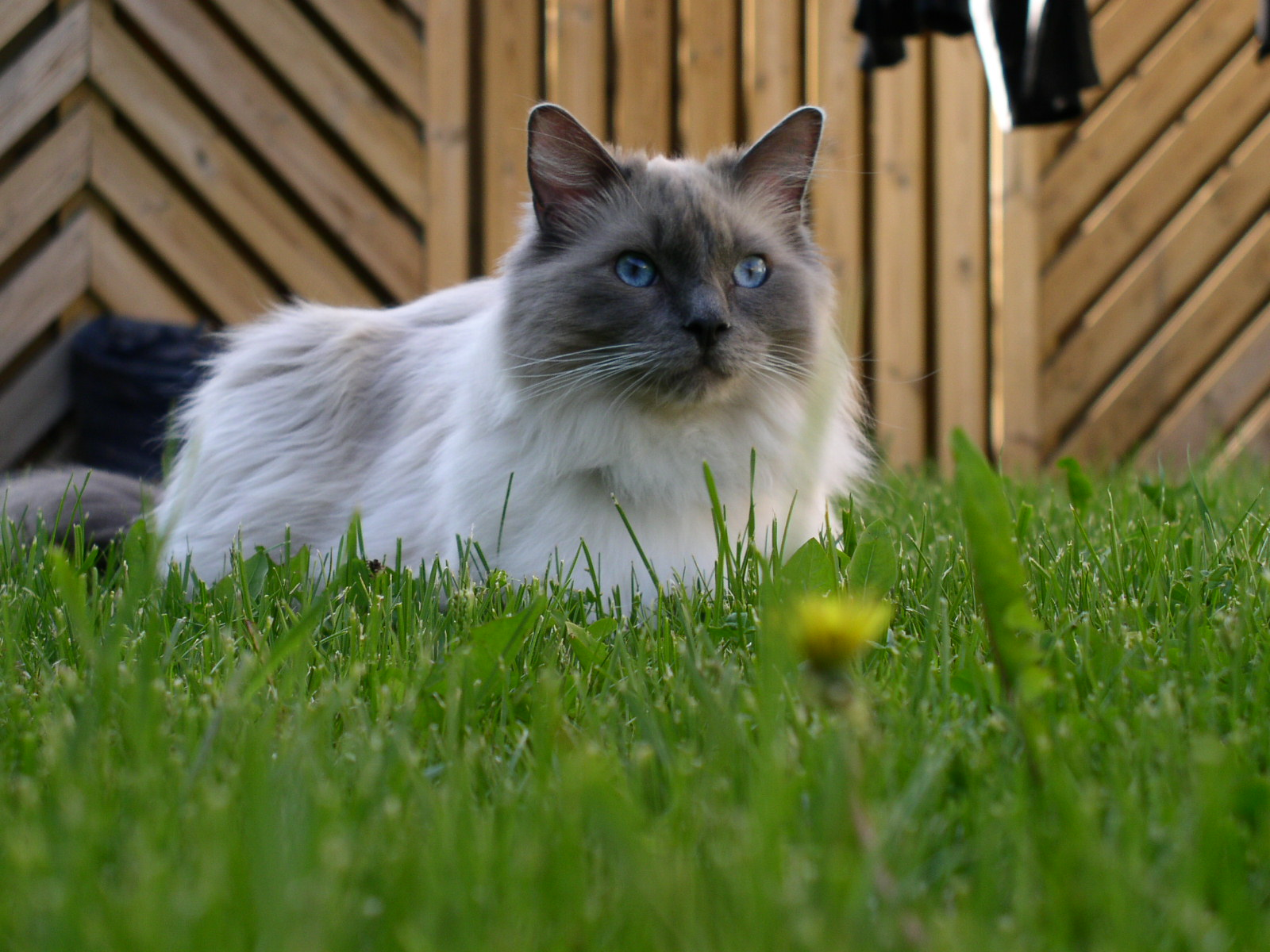
Ragdoll typen Blue mitted

## Historia
I början av 1960-talet parade en uppfödare vid namn Ann Baker i Kalifornien en vit långhårskatthona med en helig birma och fick i kullen bland annat två brunmaskade mitted-hanar. Dessa parades tillbaka på modern, och avkomman från den linjen kallades "lightside". För att undvika inavel började en annan honkatt användas, en burma, och avkommorna från den linjen kallades "darkside". Från dessa två sidors korsningar härstammar dagens ragdoll.
Till Sverige kom den första ragdollen, Such Fun Misty Knight, från England i oktober 1991, importerad av Maria Staaf. Den 2 september kom Ragtime Phoebe som första ragdoll i Norge, importerad av Solveig B. Daamsgaard.
År 1993 registrerades tre ragdolls i SVERAK, 2003 registrerades 710 och 2005 registrerades 1 035 ragdolls. År 2008 och 2009 var ragdollen en av Sveriges snabbast ökande raser med 1 540 respektive 1 719 katter registrerade i SVERAK.
Från den 1 januari 2005 är rödfärgsgenen och tabbymönster godkända för certifikatstatus i FIFe.
Ragdollen blev godkänd i USA 1969 och kom till England 1982.

## Utseende
Ragdoll är en mycket stor katt i jämförelse med andra raser. Honorna väger vanligen 4,5-7 kilogram, medan hanarna blir större med en vikt på 7-9 kilogram. Kroppen är lång och muskulös och katten har en kraftig nacke. Tassarna är runda och har tofsar på sig, och svansen är buskig.
Pälsen på en ragdoll är lång och mjuk och har den så kallade colorpointutfärgningen (även kallad siamesutfärgning) med eller utan vitfläck. Godkända färger inom SVERAK är brunt, blått, choklad, lila, rött och sköldpaddsfärgad, samt dessa färger med agoutimönster. Det finns tre varianter av mönster och det är maskad, mitted och tvåfärgad. Den variant som kallas mitted kan särskiljas från den maskade genom karaktäristiska vita fält på tassarna som bryter av mot det mörkare färgen.
Buken är vit och det kan finnas en vit bläs mellan ögonen. En ragdoll mognar långsamt och det tar tre till fyra år innan den är fullvuxen och då är också pälsen som bäst.

## Hälsa
Ragdoll är en mycket sund ras med få sjukdomar. De två vanligaste sjukdomarna som en katt kan ha oavsett ras är njursvikt och hjärtmuskelsjukdom.
Njursvikt innebär att kattens njurar blir sämre på att filtrera blod och producera urin. Detta ger upphov till många olika symptom, beroende på vad det är för fel på njuren, och i vilken grad. Njursvikt kan orsakas av en infektion eller förgiftning, eller komma mer smygande, och leda till kronisk njursvikt. Det är då mer oklart vad som orsakar njursvikten, men ärftliga faktorer anses spela in. En ärftlig njursjukdom hos katt kallas PKD, vilken innebär att njuren fylls av cystor. Denna sjukdom är dock ovanlig på ragdoll. Vad som orsakar njursvikt hos ragdoll vet man inte än, men man har funnit att de drabbade katterna har ofta haft en förtunnad njurbark. Ett njurfel kan upptäckas med hjälp av blodprovsanalyser och ultraljudsundersökning av njuren.
Sjukdomar i kattens hjärtmuskel kan göra att muskelväggarna blir för tunna eller för tjocka, vilket påverkar hjärtats arbetsförmåga. Sjukdomarna kan uppkomma av olika orsaker, såsom infektioner, bristsjukdomar, inflammationer och utvecklingsstörningar. Den vanligaste hjärtmuskelsjukdomen hos katt är HCM (hypertrofisk kardiomyopati). Man tror att det kan finnas en ärftlig bakgrund till HCM. HCM och andra hjärtmuskelsjukdomar upptäcks genom en ultraljudsundersökning av hjärtat.
Våren 2016 kom det fram att en defekt förekommer i rasen vilken innebär att det i vissa kullar föds så kallade dvärgväxta kattungar. Dvärgväxta kattungar har fötts både i Sverige och i andra länder. De är vanligen betydligt mindre än sina kullsyskon och har kort och bred kropp, korta ben, mycket kort svans, små och framåtlutande öron, brett huvud med kort nos samt vanligen mörkt blå ögon. Dvärgväxta kattungar tenderar att utveckla så kallat "megacolon" vilket leder till att kattungen blir kraftigt förstoppad och dör, vanligen 12-16 veckor gamla.